# Manjevaripalli, Srinivaspur
Manjevaripalli là một làng thuộc tehsil Srinivaspur, huyện Kolar, bang Karnataka, Ấn Độ.